# Чженьсюн
27°26′15″ пн. ш. 104°52′15″ сх. д. / 27.43746° пн. ш. 104.87078° сх. д.
Чженьсюн (кит. 镇雄县, пін. Zhènxióng Xiàn) — один із повітів КНР у складі префектури Чжаотун, провінція Юньнань. Адміністративний центр — містечко Уфен.

## Географія
Чженьсюн лежить на висоті близько 1680 метрів над рівнем моря на півночі Юньнань-Гуйчжоуського плато.

### Клімат
Повіт знаходиться у зоні, котра характеризується океанічним кліматом субтропічних нагір'їв. Найтепліший місяць — липень із середньою температурою 20,4 °C. Найхолодніший місяць — січень, із середньою температурою 1,6 °С.
| Клімат повіту Чженьсюн  | Клімат повіту Чженьсюн | Клімат повіту Чженьсюн | Клімат повіту Чженьсюн | Клімат повіту Чженьсюн | Клімат повіту Чженьсюн | Клімат повіту Чженьсюн | Клімат повіту Чженьсюн | Клімат повіту Чженьсюн | Клімат повіту Чженьсюн | Клімат повіту Чженьсюн | Клімат повіту Чженьсюн | Клімат повіту Чженьсюн | Клімат повіту Чженьсюн |
| Показник                | Січ.                   | Лют.                   | Бер.                   | Квіт.                  | Трав.                  | Черв.                  | Лип.                   | Серп.                  | Вер.                   | Жовт.                  | Лист.                  | Груд.                  | Рік                    |
| Середній максимум, °C   | 5,8                    | 8,3                    | 13,2                   | 17,9                   | 21                     | 22,8                   | 25,6                   | 25,3                   | 21,8                   | 16,2                   | 12,8                   | 7,8                    | 16,5                   |
| Середня температура, °C | 1,6                    | 3,7                    | 7,6                    | 12,2                   | 15,8                   | 18,2                   | 20,4                   | 19,9                   | 16,8                   | 12,1                   | 8,1                    | 3,3                    | 11,6                   |
| Середній мінімум, °C    | −0,5                   | 1,2                    | 4,3                    | 8,6                    | 12                     | 14,9                   | 16,8                   | 16,2                   | 13,5                   | 9,7                    | 5,4                    | 0,9                    | 8,6                    |
| Норма опадів, мм        | 17.4                   | 18                     | 26.7                   | 50.3                   | 90.9                   | 141.6                  | 181.1                  | 164.2                  | 100.5                  | 57.7                   | 26.3                   | 14.7                   | 889.4                  |
| Вологість повітря, %    | 87                     | 86                     | 82                     | 80                     | 79                     | 82                     | 81                     | 81                     | 82                     | 87                     | 86                     | 86                     | 83.3                   |
| ----------------------- | ---------------------- | ---------------------- | ---------------------- | ---------------------- | ---------------------- | ---------------------- | ---------------------- | ---------------------- | ---------------------- | ---------------------- | ---------------------- | ---------------------- | ---------------------- |
| Джерело: data.cma.cn    |                        |                        |                        |                        |                        |                        |                        |                        |                        |                        |                        |                        |                        |